# Mitterspitz
Mitterspitz är en bergstopp i Österrike.   Den ligger i förbundslandet Steiermark, i den centrala delen av landet, 220 km väster om huvudstaden Wien. Toppen på Mitterspitz är 2 518 meter över havet. Mitterspitz ingår i Dachstein.
Terrängen runt Mitterspitz är bergig norrut, men söderut är den kuperad. Närmaste större samhälle är Schladming, 12,0 km sydost om Mitterspitz. 
Trakten runt Mitterspitz består i huvudsak av gräsmarker. Runt Mitterspitz är det ganska glesbefolkat, med 25 invånare per kvadratkilometer.